# Elodina aruensis
Elodina aruensis is een vlindersoort uit de familie van de Pieridae (witjes), onderfamilie Pierinae.
Elodina aruensis werd in 1922 beschreven door Joicey & Talbot.